# Village Tale
Pour plus de détails, voir Fiche technique et Distribution.
Village Tale est un film américain réalisé par John Cromwell et sorti en 1935.

## Synopsis
Somerville se sent très attiré par Janet Stevenson, la femme d'Elmer Stevenson, qui tient le village sous son joug. Les commères du coin, par pure méchanceté, convainquent Steve que Janet le trompe. Celui-ci, furieux, décide d'assassiner Somerville avec l'aide de son frère Drury.

## Fiche technique
- Réalisation : John Cromwell
- Scénario : Allan Scott, d'après le roman de Philip Stong (en)
- Chef-opérateur : Nicholas Musuraca
- Musique : Alberto Colombo
- Montage : William Morgan
- Direction artistique : Van Nest Polglase
- Costumes : Walter Plunkett
- Production : RKO Pictures
- Durée : 80 minutes
- Date de sortie :
  - États-Unis : 15 juin 1935

## Distribution
- Randolph Scott : T.N. 'Slaughter' Somerville
- Kay Johnson : Janet Stevenson
- Arthur Hohl : Elmer Stevenson
- Robert Barrat : Drury Stevenson
- Janet Beecher : Amy Somerville
- Edward Ellis : le vieux Like
- Dorothy Burgess : Lulu Stevenson
- Donald Meek : Charlie
- Andy Clyde : l'épicier
- Guinn 'Big Boy' Williams : Ben Roberts
- Ray Mayer : Gabby
- T. Roy Barnes : Goggy Smith
- DeWitt Jennings : Shérif Ramsey